# Philip Fotheringham-Parker
Philip Fotheringham-Parker (22 de setembro de 1907 – 15 de outubro de 1981) foi um automobilista britânico nascido na Inglaterra que participou do Inglaterra de 1951 de Fórmula 1.